# Brúnó Ferenc Straub
Brúnó Ferenc Straub (ur. 5 stycznia 1914, zm. 15 lutego 1996) – węgierski biochemik.

## Życiorys
Pracował jako asystent Alberta Szent-Györgyina na Uniwersytecie Segedyńskim, a także w Molteno Institute w Cambridge. Znajdował się w zespole, który odkrył aktynę. Założyciel Centrum Biologicznego w Segedynie. W 1967 r. został członkiem zagranicznym PAN. Przewodniczący Rady Prezydialnej Węgierskiej Republiki Ludowej od 29 czerwca 1988 do 23 października 1989.